# Форт Блісс
Форт Блісс (англ. Fort Bliss) — одна з військових баз армії США, яка розташована на межі штатів Нью-Мексико та Техас, з розташуванням штаб-квартири бази в Ель-Пасо (Техас).
Також переписна місцевість (CDP) в окрузі Ель-Пасо штату Техас. Населення — 8591 особа (2010).
Військова база отримала назву на честь підполковника Вільяма Блісса (1815—1853), генія математики, зятя Президента США З. Тейлора. Загальна площа бази становить 4400 км2 і є найбільшою військовою інсталяцією Командування сил армії США та другою за розміром військовою інсталяцією армії США (після ракетного полігону «Вайт Сендс» в Чіуауа).
Форт Блісс є основним пунктом постійної дислокації 1-ї бронетанкової дивізії США, що в 2011 році повернулась після 40-річного терміну перебування в Німеччині на землю Америки.

## Географія
Форт Блісс розташований за координатами 31°48′49″ пн. ш. 106°24′44″ зх. д. / 31.81361° пн. ш. 106.41222° зх. д. (31.813608, -106.412228).  За даними Бюро перепису населення США в 2010 році переписна місцевість мала площу 15,91 км², уся площа — суходіл.

## Демографія
Згідно з переписом 2010 року, у переписній місцевості мешкала 8591 особа в 1347 домогосподарствах у складі 1263 родин. Густота населення становила 540 осіб/км².  Було 1525 помешкань (96/км²).
Расовий склад населення:
| - 71,6 % — білих - 14,5 % — чорних або афроамериканців - 2,4 % — азіатів - 1,6 % — корінних американців - 0,3 % — вихідців з тихоокеанських островів - 4,6 % — осіб інших рас |

До двох чи більше рас належало 5,0 %. Частка іспаномовних становила 18,3 % від усіх жителів.
За віковим діапазоном населення розподілялося таким чином: 26,6 % — особи молодші 18 років, 73,2 % — особи у віці 18—64 років, 0,2 % — особи у віці 65 років та старші. Медіана віку мешканця становила 22,0 року. На 100 осіб жіночої статі у переписній місцевості припадало 192,7 чоловіків;  на 100 жінок у віці від 18 років та старших — 247,9 чоловіків також старших 18 років.
Середній дохід на одне домашнє господарство  становив 55 696 доларів США (медіана — 48 610), а середній дохід на одну сім'ю — 56 196 доларів (медіана — 48 867). Медіана доходів становила 26 650 доларів для чоловіків та 25 941 долар для жінок. За межею бідності перебувало 13,1 % осіб, у тому числі 15,9 % дітей у віці до 18 років та 0,0 % осіб у віці 65 років та старших.
Цивільне працевлаштоване населення становило 589 осіб. Основні галузі зайнятості: публічна адміністрація — 42,3 %, освіта, охорона здоров'я та соціальна допомога — 17,3 %, мистецтво, розваги та відпочинок — 14,4 %.

## Галерея
Навчальний центр армії США у форті Блісс

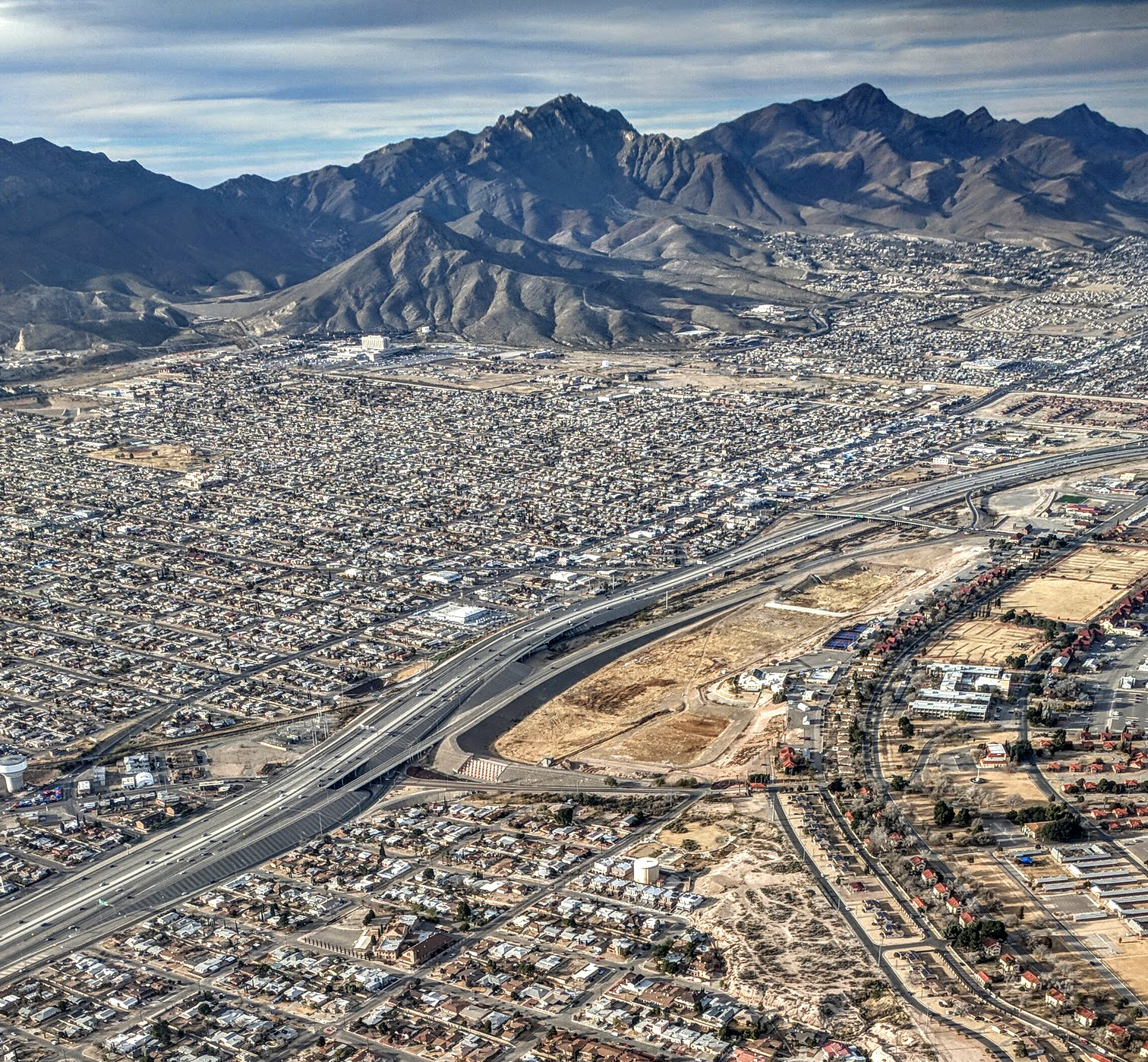
Вигляд на Ель-Пасо; полігони форту Блісс у центрі світлини
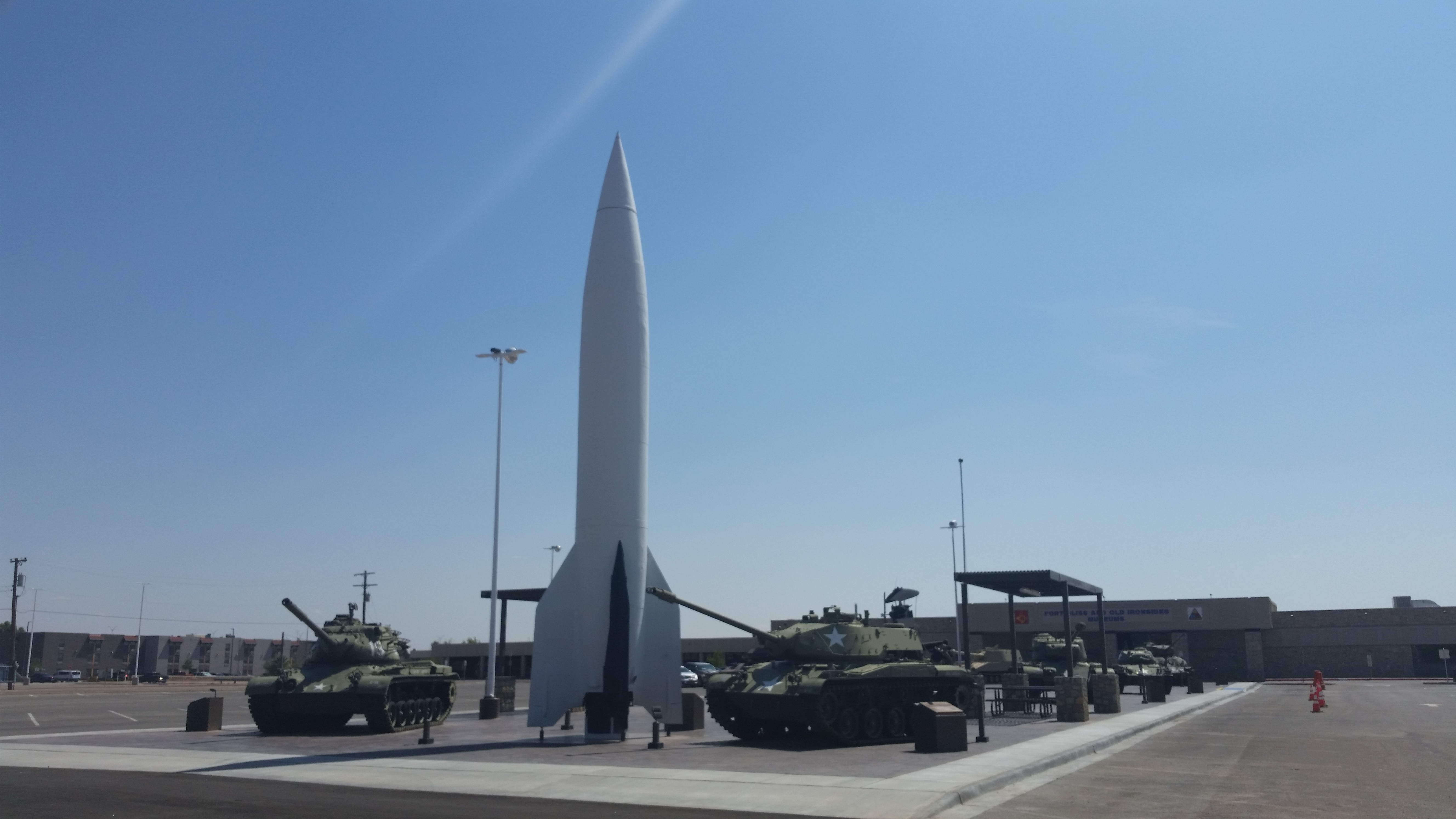
Музей форту Блісс
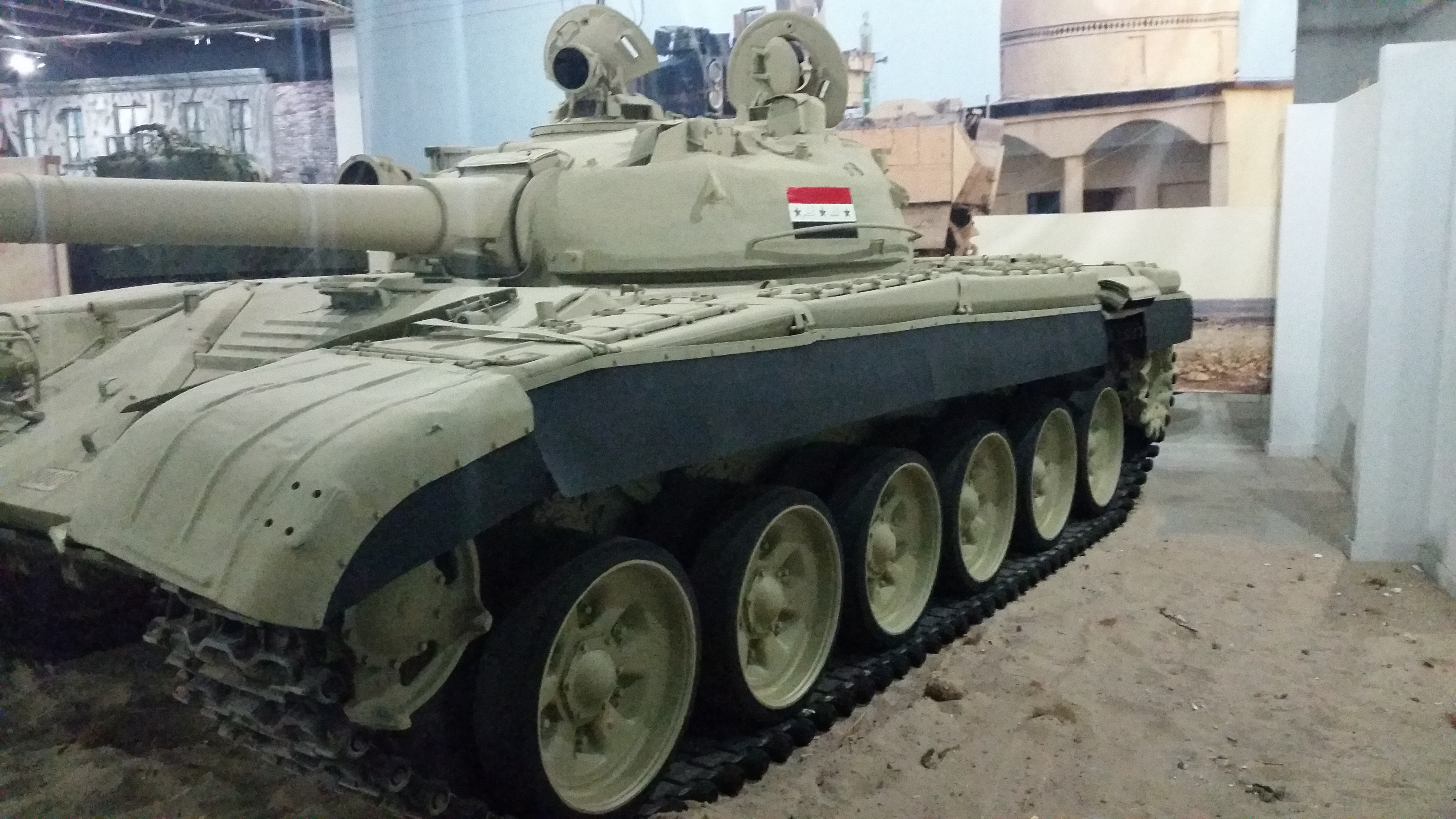
Музей форту Блісс. Трофейний іракський танк Т-72
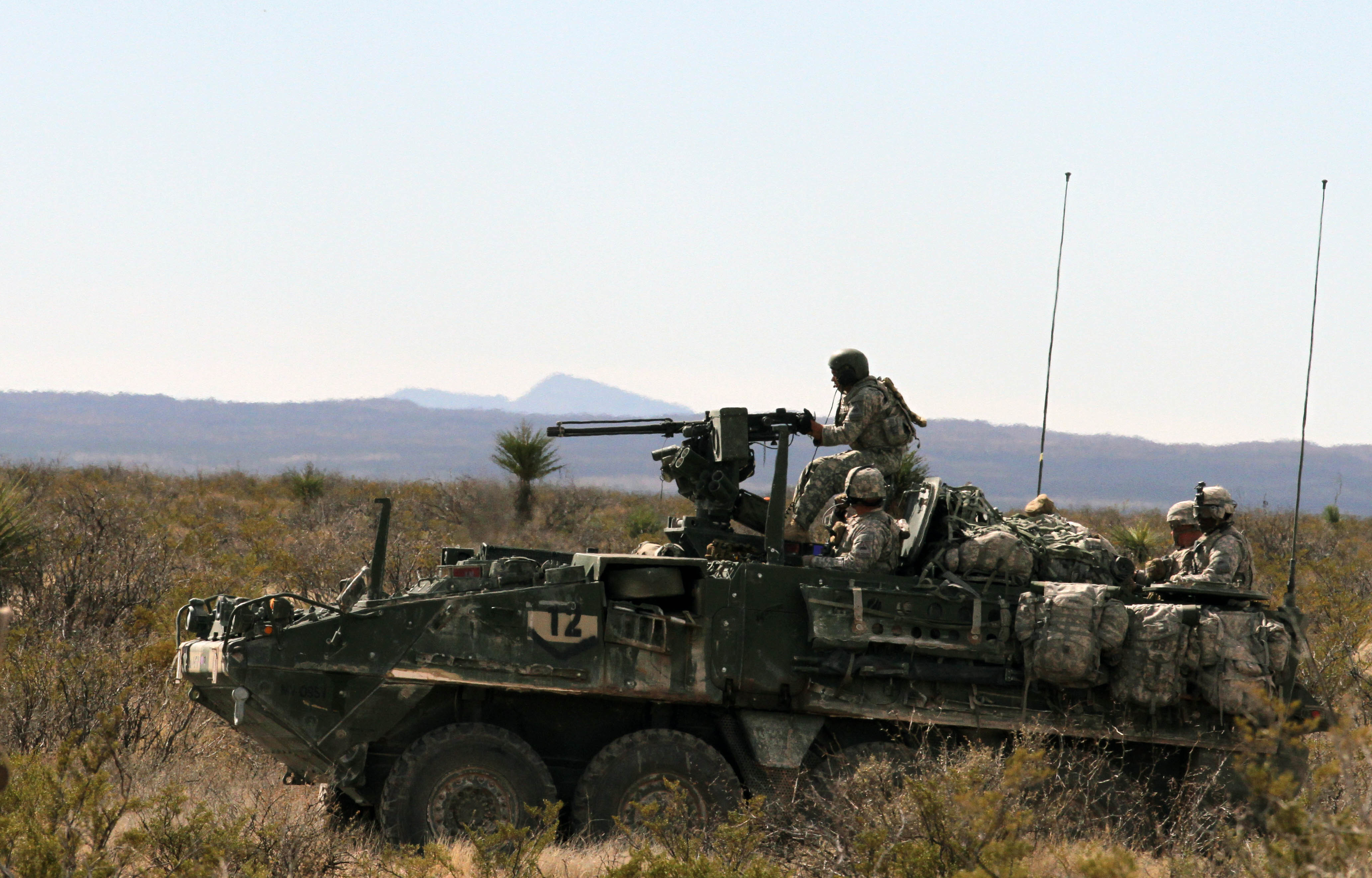
Тактичні заняття взводу на Stryker.
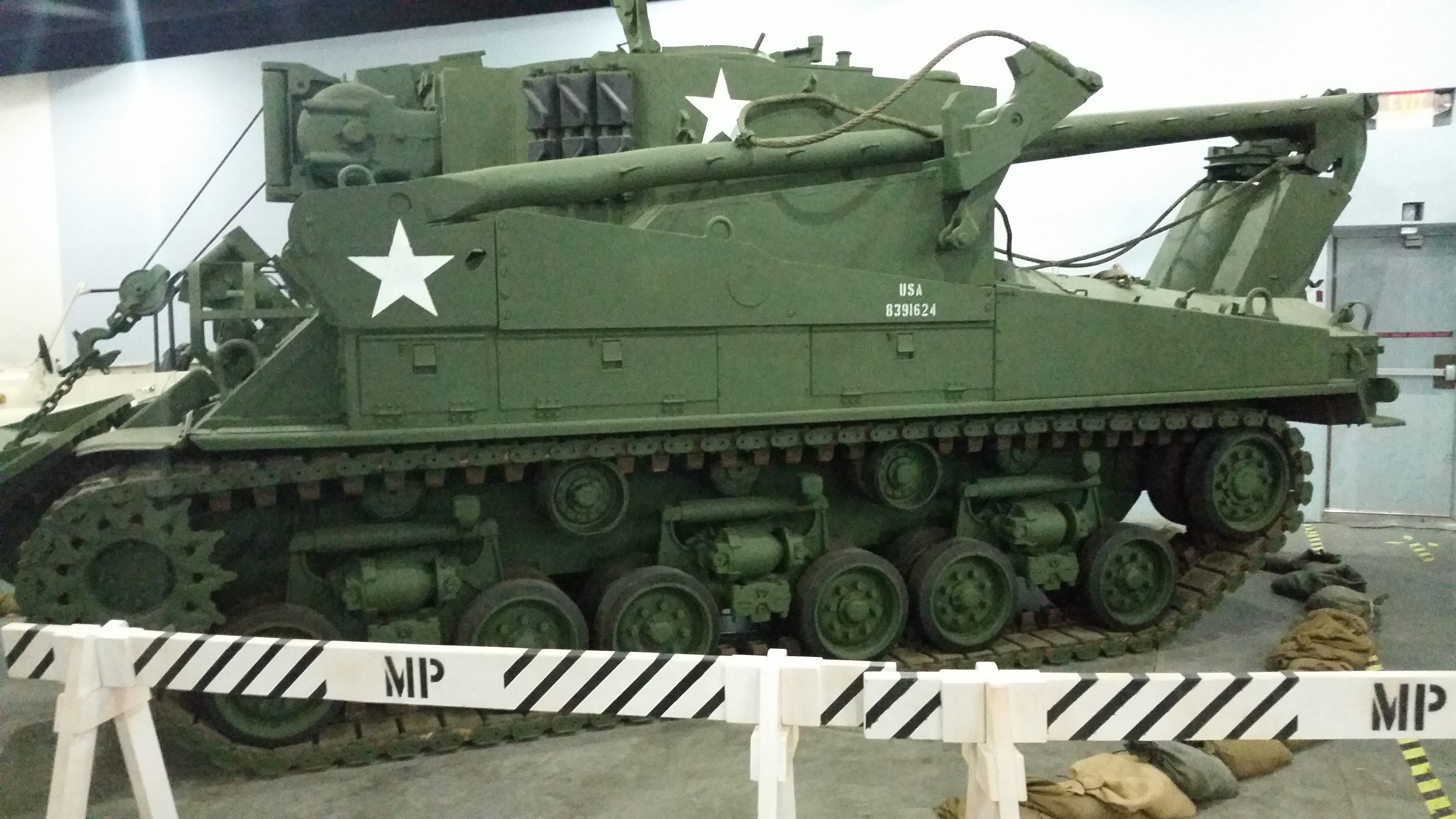
БРЕМ M742 в музеї форту Блісс
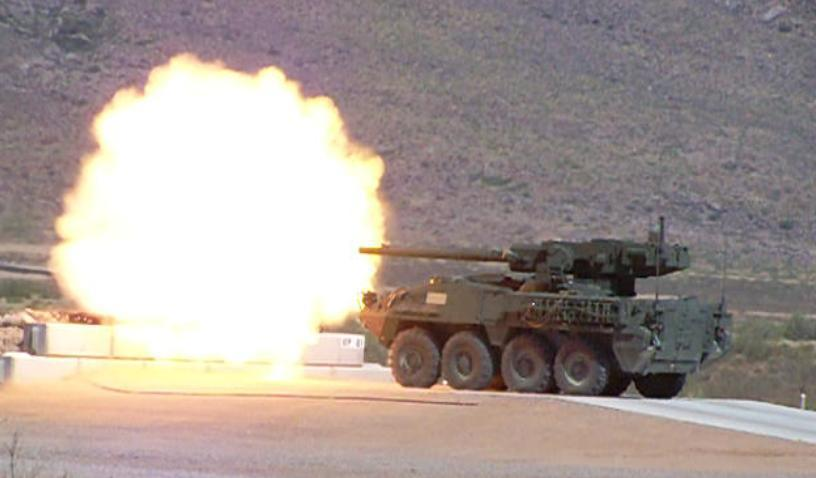
Стрільба із САУ/винищувача танків M1128 Stryker
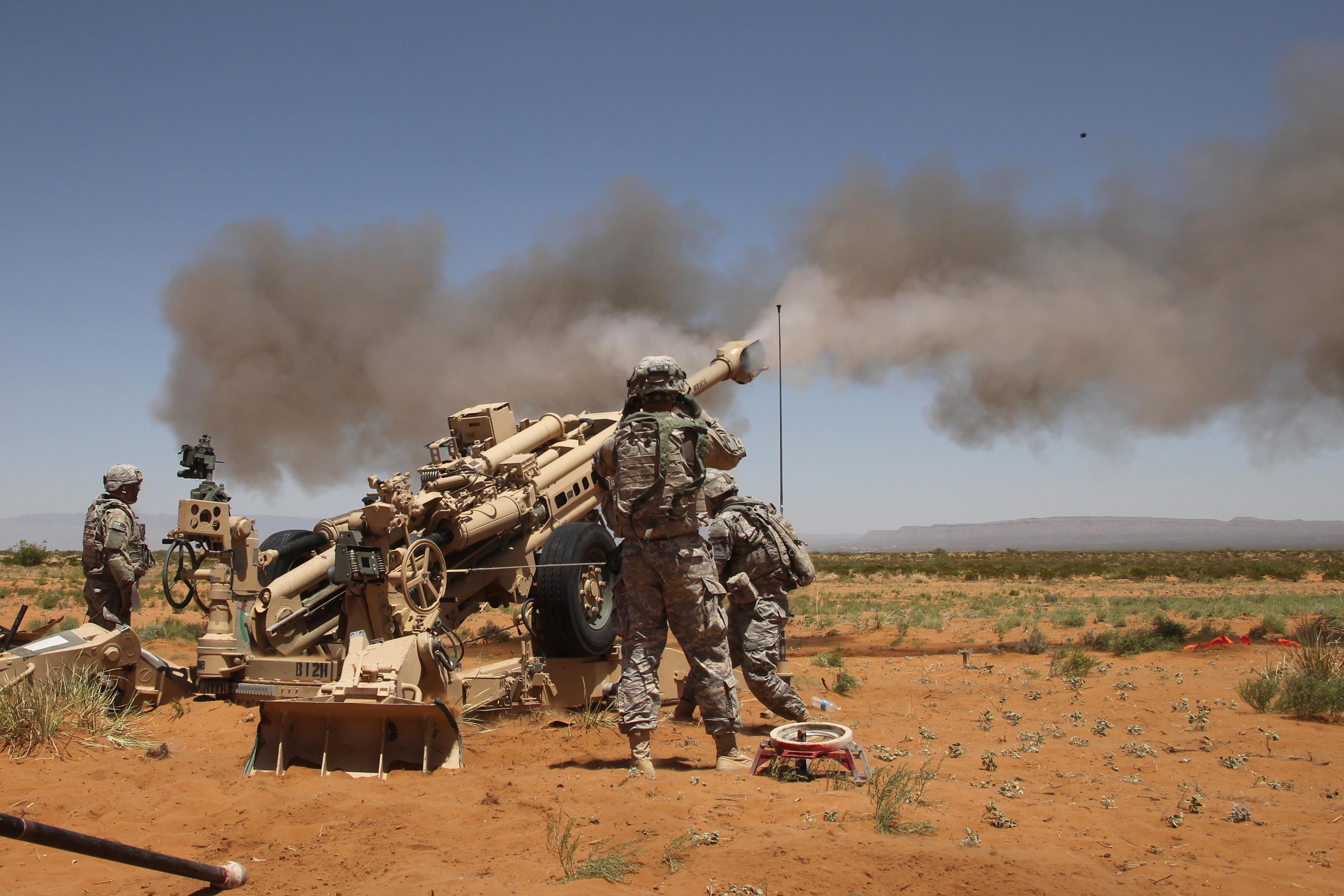
Стрільба з артилерійської системи M777A2 на одному з полігонів навчального центру
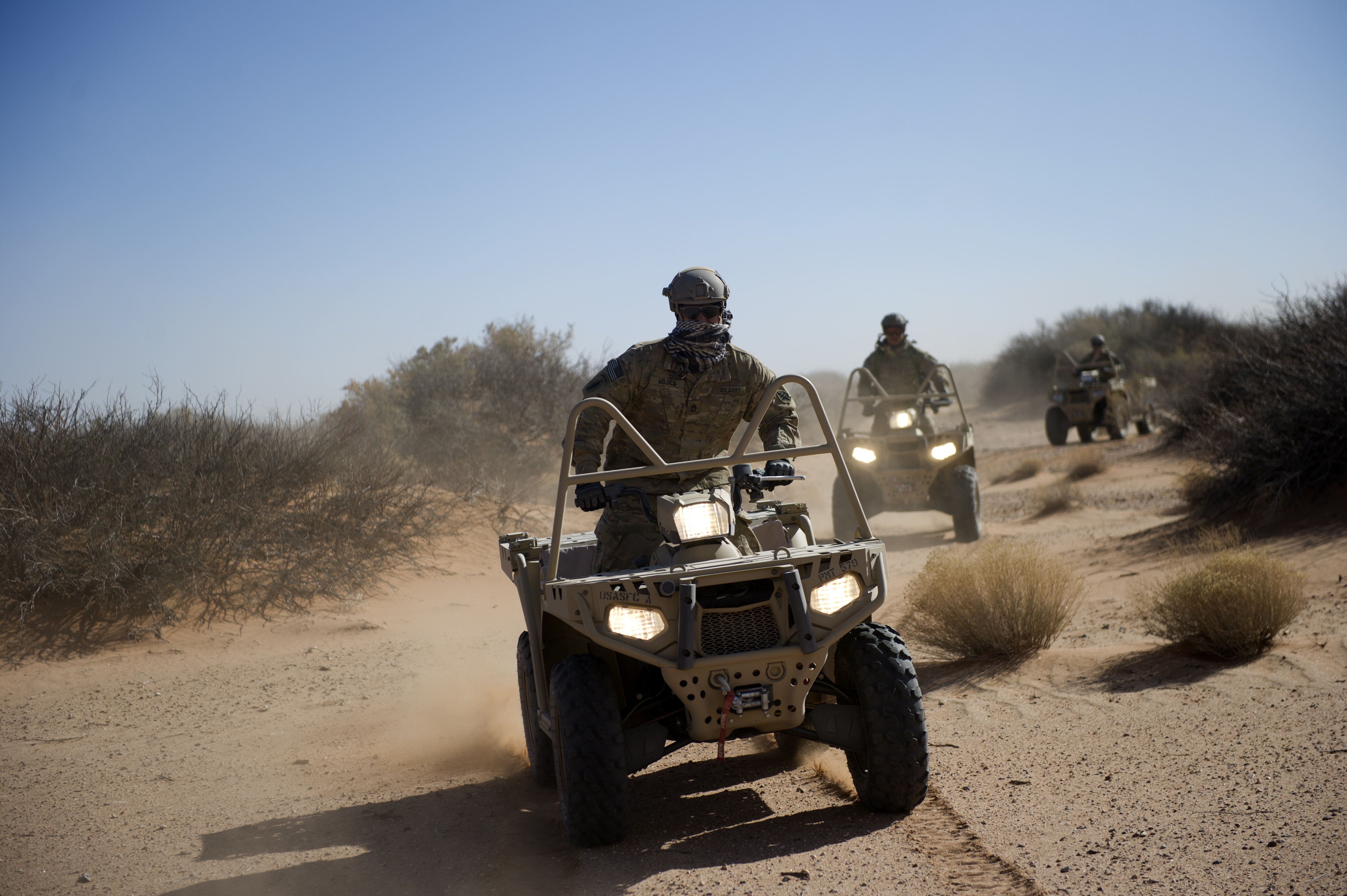
Тренування підрозділу 7-ї групи спеціальних операцій у водінні квадроциклів в умовах пустелі